# 阿旺·却太尔
阿旺·却太尔（1919年—2013年5月22日），男，蒙古族，青海湟源人，中国藏学家，曾任西北民族大学教授、硕士生导师。